# Torre de Millena
La Torre de Millena està situada a l'extrem nord-est d'aquesta localitat de la comarca del Comtat (País Valencià); de fet, és l'última parcel·la delimitada urbanísticament com sòl urbà. Un barranc discòrre per la seua cara nord, que comporta un pronunciat desnivell a la base.

## Descripció
La torre es troba en estat de ruïna. De planta quadrada, va ser alçada amb murs perimetrals de tàpia, de gran duresa, i amb una altura que oscil·la entre els 80 i els 90 centímetres. S'eleven de forma regular, fins a completar un cos; per sobre, de manera més irregular, hi ha restes del mur original. Al voltant, hi ha un mur de maçoneria, del qual se suposa que delimitava la torre de la resta de la casa.
La seua funció primerenca va ser la defensiva. Posteriorment, en època contemporània, es va utilitzar com a local de transformador elèctric, per a la qual cosa es va recréixer amb un mur de maons. Actualment, compta amb la protecció de Bé d'Interés Cultural.